# Bogna Jóźwiak
Bogna Jóźwiak, née le 25 avril 1983 à Poznań, est une escrimeuse polonaise, pratiquant le sabre.

## Palmarès

### Championnats du monde
- 2007 à Saint-Pétersbourg,  Russie
  -  Médaille de bronze en sabre individuel

### Championnats d'Europe
- 2008 à Kiev,  Ukraine
  -  Médaille d'or en sabre par équipe
- 2006 à Izmir,  Turquie
  -  Médaille d'argent en sabre par équipe
  -  Médaille de bronze en sabre individuel